# El Topo
El Topo è un film del 1970 scritto, diretto ed interpretato da Alejandro Jodorowsky, che ne ha anche curato la scenografia, i costumi e la colonna sonora.
In spagnolo "el topo" significa "la talpa".

## Trama

### Parte 1
Il film è diviso in due parti. La prima si svolge in un deserto senza nome, con il protagonista accompagnato dal figlio nudo. El Topo esorta il figlio, che ormai ha sette anni, a seppellire nella sabbia il suo primo giocattolo, insieme ad una foto di sua madre. Il tutto viene accompagnato, da El Topo, sulle dolci note di un flauto.
Durante il loro viaggio, i due trovano una città senza vita, dove tutti gli abitanti (compresi gli animali domestici) sono stati uccisi brutalmente. El Topo, proprio qui, incontra un uomo morente che lo prega di ucciderlo, e il pistolero passa una pistola al figlio, che spara. Dopo averlo finito, l'uomo incontra tre uomini coinvolti nella strage della cittadina e uccide due di loro, ferendo tremendamente il terzo. Quest'ultimo rivela, prima di morire, che il quartier generale dei banditi si trova all'interno di un monastero francescano di un'altra città, presa in ostaggio. La scena si sposta poi nel posto indicato, dove si scopre che i fuorilegge sono sotto il comando di un colonnello, che sta torturando dei frati. El Topo salva la città dal colonnello e dai suoi scagnozzi, grazie ad una violenta sparatoria. Il colonnello pian piano inizia a cambiare i vestiti, che divengono quelli di un Papa. Alla fine però, El Topo depone il colonnello-papalino e lo castra: per l'umiliazione, il papa fittizio si spara in bocca. Libera poi una donna senza nome che il colonnello e i suoi avevano ridotto ad una schiava sessuale. Lascia poi suo figlio con i monaci del monastero di quella città. Poi parte a cavallo con quella donna. El Topo le dà anche un nuovo nome, Mara. Questa convince El Topo a cercare e sconfiggere i quattro maestri pistoleri e diventare così il più grande pistolero del paese. Spinto da Mara, El Topo si batte con ciascuno di loro e, a ogni duello, El Topo imbroglia o è aiutato dalla buona sorte.
Il primo duello si svolge tra El Topo e un guru indiano cieco, dall'aspetto delicato e la voce di donna, vestito solo con un perizoma e guidato da un uomo senza gambe che cavalca un uomo senza braccia. L'uomo afferma di essere invulnerabile alle pallottole perché non oppone loro alcuna resistenza, e gli dà anche una dimostrazione della sua abilità. El Topo uccide il maestro con un trabocchetto: prepara una botola per intrappolare il maestro, facendogli perdere la concentrazione, mentre Mara uccide i due mezzi-uomini. Una donna senza nome con una voce maschile, che in precedenza voleva sfidare i maestri, trova la coppia e si offre di condurli dal prossimo pistolero. La donna misteriosa dà a Mara uno specchio di cui Mara si innamora. Il pistolero è frustrato per la vanità della donna e spara allo specchio. Mara cerca disperatamente di riparare lo specchio, poi, prima di andarsene, dà i frammenti di specchio a El Topo, che lui si mette in tasca.
Il secondo pistolero è una specie di zingaro girovago, accompagnato da sua madre e da un leone. Dopo aver battuto El Topo in un duello, l'uomo mostra a El Topo come è riuscito a diventare così forte. Gli racconta di aver rafforzato le sue dita lavorando con il rame e poi creando oggetti delicati come piramidi di stuzzicadenti per raggiungerne il controllo totale. Racconta anche che lui è vivo e forte perché ha sua madre che lo ama e si prende cura di lui, mentre El Topo, invece, è solo nel suo mondo e vive solo per distruggere gli altri. Poi l'uomo decide di dare al pistolero in nero un'altra possibilità. Mentre si allontana, El Topo mette per terra i frammenti dello specchio di Mara. La madre dell'uomo sta per dare a El Topo il suo revolver, ma si ferisce ai piedi nudi calpestando i frammenti di specchio. Preoccupato per sua madre, il bruto dimentica il duello con El Topo. L'uomo in nero allora spara alla nuca dello zingaro pistolero uccidendolo, poi si allontana mentre la madre piange disperata il figlio morto.
Il terzo maestro pistolero vive in una fattoria dove alleva conigli. L'allevatore di conigli non è molto preoccupato per l'uomo in nero e per la sua missione e dice che appena El Topo è arrivato alla fattoria, i suoi poveri conigli hanno cominciato a morire. Insieme trascorrono un momento di pace suonando l'uno per l'altro, perché la musica può dire del carattere di una persona molte più cose di quanto possano dire le parole del maestro. Poi confrontano il loro modo di uccidere sparando a due corvi. El Topo mira alla testa del primo corvo, mentre il maestro spara al cuore del secondo. Poi comincia il duello e il maestro colpisce El Topo al petto facendolo cadere. Però El Topo si rialza ridendo, non impressionato dalla pallottola, e spara all'allevatore di conigli ormai indifeso, poiché la sua pistola può sparare un solo colpo alla volta: anche l'eccessiva ricerca della perfezione può essere una debolezza. El Topo tira fuori dalla giacca una piastra di rame - un regalo del precedente maestro pistolero. Anche se ha vinto il duello, El Topo comincia a interrogarsi sulla propria moralità. In un atto di rispetto per il maestro, costruisce per lui una tomba fatta con i suoi conigli morti.
Dopo aver viaggiato ancora nel deserto, El Topo arriva all'ultimo, spartano, maestro pistolero. L'uomo, vecchissimo, indossa solo una fascia di stoffa intorno ai fianchi e i suoi capelli grigi, spettrali, gli scendono fino alla vita. Vicino a lui c'è un retino da farfalle. El Topo vorrebbe battersi a duello con lui, ma l'uomo dice di non avere una pistola, perché tanti anni prima l'ha barattata con il retino. I due allora fanno a pugni, ma El Topo non riesce a mettere a segno neanche un colpo. Frustrato, El Topo cerca di sparare all'uomo, ma questi devia le pallottole con il suo retino, dimostrando la sua capacità di poterlo ferire con i suoi stessi colpi. El Topo si rende conto di essere stato sconfitto, perché non è riuscito a uccidere l'ultimo maestro e, deluso, si ritira. Il maestro gli chiede se la sua propria vita valga veramente la pena di essere presa. Quindi prende la pistola de El Topo e si spara, dimostrandogli che la vita non ha nessuna importanza. Prima di morire, esclama: "Tu hai perso!".
El Topo, oppresso dal senso di colpa per aver imbrogliato e frustrato dalla sconfitta, torna nei posti dove ha ucciso i maestri. La tomba del maestro allevatore di conigli si incendia per autocombustione, il maestro zingaro e sua madre sono stati sepolti in una grande tomba di stuzzicadenti e la tomba del maestro cieco è coperta di favi di miele, mentre la tomba dei suoi due servitori è diventata un arbusto. Al culmine della disperazione e della follia, El Topo si rinchiude dentro una torre di pietra (l'abitazione del primo maestro) agitandosi e sbattendo conto i muri fino a quanto non riesce a demolirla. A quel punto El Topo distrugge la sua pistola e si allontana lungo un vecchio ponte pericolante e sospeso nel vuoto deciso a buttarsi di sotto: se lui oramai è una persona vuota e vale meno che niente, che senso ha vivere?
Poi la donna senza nome affronta El Topo e gli spara molte volte, provocandogli una serie di ferite sulle mani e sui piedi, molto simili alle ferite del Cristo. Allora Mara, frustrata per il suo fallimento, e forse innamorata della donna sconosciuta, inganna El Topo e gli spara dritto al costato. Le due donne abbandonano El Topo al suo destino, proprio come El Topo aveva fatto con suo figlio. Si capisce che le due donne un giorno si distruggeranno a vicenda. La prima metà del film finisce con il pistolero apparentemente morto portato via da una banda di strani esseri deformi.

### Parte 2
Nella seconda metà del film, El Topo viene salvato da una banda di emarginati deformi che lo conducono nella loro comunità sotterranea. In quella caverna l'uomo, in stato di coma e venerato come una divinità dagli storpi, medita per anni sulle quattro lezioni che ha ricevuto. Quando si sveglia, "rinasce" con l'aiuto degli emarginati, si taglia la barba, si rade i capelli a zero e indossa vestiti leggeri e semplici (simili all'abbigliamento buddista). Decide di aiutare gli emarginati e, insieme a una ragazza nana che lo aveva accudito ed amato mentre era in coma, cerca di liberarli dalla loro prigione sotterranea per condurli ad una città vicina.
Ma si scopre che gli abitanti della città appartengono a una setta corrotta che uccide per divertimento, tratta gli schiavi come animali e si abbandona a piaceri sessuali sfrenati dietro una facciata di feroce puritanesimo. El Topo e la nana cominciano a dubitare che sia stata una buona idea scappare dalla montagna; ma, avendo promesso di aiutare i deformi, decidono di lavorare in città - fanno lavori strani, tenendo spettacolini in strada non disdegnando incarichi di addetti alle pulizie - per comprare della dinamite.
Contemporaneamente, arriva in città un uomo strano che, in poco tempo, diventa il nuovo prete della chiesa cristiana locale, ormai abbandonata (sostituita da una sorta di strano culto filo-massonico dai cittadini). Il vecchio prete locale porta con sé una pistola e usa perfino delle munizioni vere durante il sermone in una finta roulette russa della città (il "prete" aveva detto al monaco misterioso che il proiettile era a salve).
Mentre guadagna dei soldi facendo lavori umili, El Topo e la nana sono costretti, minacciati con una pistola, ad avere rapporti sessuali al cospetto di una folla di depravati ubriachi. È qui che la nana rivela di essere innamorata de El Topo. La nana si vergogna di quello che è, ma El Topo la convince che i suoi sentimenti sono corrisposti. Per dimostrarglielo, decide di sposarla e si dirige alla chiesa della città. Qui si scopre che il nuovo prete della città è il figlio di El Topo. In un impeto d'ira, il figlio minaccia di uccidere El Topo; ma la nana lo ferma, perché ha bisogno di lui per salvare il suo popolo.
Il figlio de El Topo, vestito di nero come faceva suo padre in passato, decide di risparmiare la vita a El Topo fino a quando questi avrà scavato l'uscita per il popolo sotterraneo. Ma intanto segue El Topo passo passo, per prevenirne ogni possibile fuga. Per un po' di tempo la vita de El Topo è fatta di duro lavoro e felice convivenza, come in una famiglia vera. Passa il tempo e la nana è incinta.
Con l'aiuto della nana e anche di suo figlio, El Topo scava un'uscita dalla caverna. Appena appare l'uscita, il popolo sotterraneo comincia a correre fuori dalla montagna. Il figlio de El Topo non è riuscito a uccidere suo padre e decide di lasciarlo andare. Quando il popolo sotterraneo si avvicina alla città, i membri della setta li stanno aspettando con le pistole e i fucili. El Topo assiste impotente al massacro della sua comunità da parte della setta. In un impeto di rabbia, come se fosse posseduto da Dio, El Topo, incurante del dolore provocato dalle ferite, prende un fucile e comincia a uccidere i membri della setta, uomini e donne, vecchi e giovani. Alcuni (forse gli schiavi e gli animali) sono costretti ad abbandonare in massa la città, finalmente liberi. Dopo aver ucciso tutti nella città, El Topo prende una lampada ad olio, se ne versa addosso il combustibile e si dà fuoco, un atto che riflette l'auto-immolazione dei monaci buddisti e altre persone che protestavano contro la guerra del Vietnam, in corso mentre il film veniva girato.
Il figlio e la nana sopravvivono alla prova e costruiscono una tomba per i resti de El Topo. La tomba diventa un alveare pieno di miele, come la tomba del primo maestro pistolero. La nana dà alla luce il figlio proprio quando El Topo muore, pertanto lo spettatore è portato a credere che il bambino sia la reincarnazione del pistolero diventato monaco (l'idea è tratta dal Buddhismo tibetano, il principio della reincarnazione del nuovo Dalai Lama). Il figlio di El Topo, che adesso indossa gli abiti di suo padre, va via a cavallo con la nana e il bambino, proprio come El Topo e suo figlio all'inizio del film.

## Produzione
Da un commento di Jodorowsky sul DVD, il film è stato girato nei set rimasti dalla produzione di un altro western, The Day of the Evil Gun, e non Il mucchio selvaggio, come spesso si sostiene.

## Accoglienza
John Lennon disse che El Topo era il suo film preferito. John Barham ha curato un'edizione di Apple Records su richiesta di John Lennon. Altri fans dichiarati del film sono Peter Gabriel (che collaborò con Jodorowsky per la sceneggiatura di un film basato su The Lamb Lies Down on Broadway, ispirato a sua volta da El Topo), David Lynch, Marilyn Manson, la band inglese dei Kasabian (che ha menzionato proprio El Topo nel brano Julie & The Mothman) e alcuni artisti italiani come Franco Battiato e i Timoria che al film dedicarono l'album El Topo Grand Hotel (cui partecipò proprio Jodorowsky).
Gōichi Suda ha citato El Topo come fonte d'ispirazione principale per il suo gioco No More Heroes. Tra le somiglianze tra il film e il gioco, c'è una donna che chiede al protagonista di sconfiggere i maestri pistoleri/assassini per diventare il più bravo e il protagonista che fa lavori strani per guadagnare soldi.
L'artista Steve Ellis cita film come Lo straniero senza nome, Django e El Topo come fonte d'ispirazione del fumetto western di lupi mannari High Moon.

## Sequel
A partire dagli anni '90, Jodorowsky ha cercato di realizzare un sequel de El Topo. Nel 1996 fu pubblicato un manifesto, ma in realtà non era stato girato nessun film. Il titolo originale, I figli di El Topo (Los Hijos del Topo), è stato cambiato (tra il 1996 e il 2002) in Abelcain, per una disputa sulla proprietà con Allen Klein. Inoltre, il nome del personaggio El Topo è stato cambiato in 'El Toro'. Jodorowsky ha dichiarato a questo proposito: «Non sto lavorando a una produzione franco-canadese che si chiama Abelcain, che è una nuova versione dello stesso progetto. Il personaggio El Topo è diventato El Toro. Un semplice trattino aggiunto alla lettera P ha trasformato un ratto sotterraneo in un toro furioso. Per un vero artista, le difficoltà diventano opportunità. E le nuvole diventano un presente concreto».
Un articolo del 2002 su The Guardian diceva che Marilyn Manson era disposto a recitare nel film, ma Jodorowsky stava avendo grosse difficoltà a trovare i fondi per il progetto. Da allora non ci sono state informazioni sul progetto e, almeno per ora, sembra che tale progetto sia stato congelato a tempo indeterminato per mancanza di fondi. Il 13 marzo 2014 viene annunciato che I figli di El Topo vedrà la luce sotto forma di Graphic Novel. L'opera uscirà successivamente in Francia a partire da giugno 2016.